# نيكولاس غيرا
نيكولاس غيرا (بالإسبانية: Nicolás Guerra)‏ (1 سبتمبر 1999 بسانتياغو في تشيلي - ) هو لاعب كرة قدم تشيلي في مركز الهجوم. لعب مع نادي أونيفرسيداد دي تشيلي.

## وصلات خارجية
- نيكولاس غيرا على موقع قاعدة بيانات كرة القدم.إي يو (الإنجليزية)
- نيكولاس غيرا على موقع Soccerway.com (الإنجليزية)
- نيكولاس غيرا على موقع عالم كرة القدم.نت (الإنجليزية)